# Tiro com arco nos Jogos Paralímpicos de Verão de 2008
As provas de tiro com arco nas Paraolimpíadas de Verão de 2008 serão disputadas na Arena do tiro com arco do Olympic Green entre 9 e 15 de Setembro de 2008.

## Classificação
A classificação desempenha um papel importante para os atletas paraolímpicos porque após a classificação, os atletas podem competir numa situação justa.
A classification do tiro com arco é:
- 1º: Atleta 1
- 2º: Atleta 2
- 3º: Atleta 3

## Evento
Devido à classificação, pode haver mais um medalhado numa disciplina. Por exemplo, só uma medalha será atribuída nos 100 metros masculinos nas Olimpíadas de Verão, mas haverá mais de dez medalhas no mesmo evento nas Paraolimpíadas de Verão.
- Compound Individual Masculino X2
- Recurve Individual Masculino X2
- Compound Individual Femininino X1
- Recurve Individual Feminino X2
- Recurve Equipas Masculino X1
- Recurve Equipas Feminino X1

## Qualificação
Serão 136 atletas (88 homens e 48 mulheres) a competir neste desporto.